# Lycaena nivalis
Lycaena nivalis is een vlinder uit de familie van de Lycaenidae. De wetenschappelijke naam van de soort is voor het eerst geldig gepubliceerd in 1869 door Jean Baptiste Boisduval. De vlinder komt voor in Californië, Nevada, Montana en Idaho, in het westen van Noord-Amerika.

## Ondersoorten
- Lycaena nivalis nivalis
  - = Chrysophanus ianthe Edwards, 1871
- Lycaena nivalis bichroma Emmel & Pratt, 1998
- Lycaena nivalis browni Dos Passos, 1938
- Lycaena nivalis praetexta Austin, 1998
- Lycaena nivalis warnermontana Emmel & Pratt, 1998